# 永祥寺
永祥寺（えいしょうじ）は、北海道十勝地方帯広市に所在する曹洞宗の寺院。山号は十勝山（じっしょうざん）で、本尊は釈迦牟尼仏。創建年は1903年（明治36年）。

## 概史
1900年（明治33年）、愛知県額田郡より北海道に渡った織田活道が函館市高龍寺の支援を得て帯広に到着。西1条南11丁目に草庵を結び説教所とした。その後、現在の西2条南3丁目に地を移して堂宇を建立し1903年（明治36年）に寺号公称を得た。帯広として寺号公称を受けたのはこれが始まりで、寺院の草分けとなっている。
この頃の帯広は郡部に通じる道路も刈り分け程度で、昼も熊や狐、鹿が密林に遊んでいたという。
帯広の開拓者として晩成社を率いた依田勉三の菩提寺でもある。現住職は５世 織田秀道。

## 参考資料
- 【公式】帯広市永祥寺
- 新得町史　概要「開拓の支えとなった宗教」
- 曹洞禅ナビ